# Eva Kováčová (básnířka)
Eva Kováčová (14. července 1951 Rimavská Sobota – 12. února 2010 Bratislava) byla slovenská básnířka, spisovatelka a novinářka. Patřila k výrazným ženským osobnostem slovenského fandomu.

## Životopis
Eva Kováčová se narodila do dělnické rodiny v Rimavské Sobotě. V letech 1966–1969 studovala v Hnúšti na Střední všeobecně vzdělávací škole. V Rimavské Sobotě maturovala v roce 1971 na Střední ekonomické škole. Mezi lety 1973 až 1978 vystudovala slovenský jazyk a výtvarnou výchovu na Pedagogické fakultě Univerzity Mateja Bela v Banskej Bystrici.
Během studia (1971 až 1979) vyučovala hru na klavír v Lidové škole umění v Hnúšti. Po ukončení studia vystřídala řadu zaměstnání. V letech 1979–1980 pracovala v knižním vydavatelství Slovenský spisovateľ. V dalších dvou letech byla redaktorkou deníku Pravda. Byla zaměstnána jako vrátná, policistka, uklízečka, ale i písařka, personalistka a učitelka.
Založila první erotický časopis na Slovensku a byla jeho šéfredaktorkou. Vedla rubriku poezie v časopise Fantázia. Jako mentorka působila na literárních workshopech. Věnovala se psaní poezie i prózy. V Hnúšti založila regionální literární soutěž Hrebendova kapsa a působila zde jako porotkyně jedenáct ročníků až do své smrti. Léta se podílela na organizaci soutěže ve psaní fantasy a sci-fi povídek – Cena Gustáva Reussa. Sama psala také sci-fi prózy, které prezentovala ve sborníku Krutohlav. Pod pseudonymem Vika vykládala v časopise Slovenka sny. V roce 1983 vydala knihu pro děti Urob si bábiky a panáky.
V roce 1991 spolupracovala na poetické publikaci s obrázky Rimavskou dolinou. V roce 2005 vydala autobiografickou prózu Príbehy Evy Šelmecovej.
Žila a zemřela v Bratislavě 12. února 2010 ve věku 58 let.

### Básnická tvorba
Debutovala v roce 1973 sbírkou milostných básní Striedavo oblačno. O pět let později vydala již jako zralá osobnost druhou sbírku Zastavenie v čase (1978), obsahující intimní a přírodní poezii. V roce 1982 vydala cyklus básní o lásce a citovém životě mladé ženy Vážne vášne. Poslední sbírku Labutia pieseň vydala v roce 1996. Měla již zdravotní potíže a sbírku věnovala své matce.

### Ocenění
- 1995 – první místo v soutěži – Cena Gustáva Reussa za povídku Svet patrí smelým (pseudonym Marek Jankovič)
- 2010 – Mlok za zásluhy in memoriam